# Hertha Wambacher
Hertha Wambacher (9 mars 1903 à Vienne –  avril 1950 à Vienne) est une physicienne autrichienne. 

## Biographie
Après avoir obtenu le certificat général d'éducation de l'école secondaire pour filles, gérée par l'Association pour l'Éducation Étendue de la Femme, en 1922, elle fait des études en chimie, puis en physique à l'université de Vienne.
La thèse de Hertha Wambacher au 2e Institut de Physique a été supervisée par Marietta Blau, avec qui Wambacher continue à collaborer après l'obtention de son doctorat en 1932. La coopération entre les deux femmes vise la méthode photographique de détection de particules ionisées. Pour leurs études méthodiques à l'Institut de Recherche sur le Radium (en) de l'Académie autrichienne des Sciences à Vienne, Marietta Blau et Hertha Wambacher ont reçu le prix Lieben en 1937. Aussi, en 1937, elles ont conjointement découvert les « étoiles de désintégration » dans les plaques photographiques qui avaient été exposées à des radiations cosmiques à une altitude de 2 300 m. Ces étoiles sont les pistes des réactions nucléaires de particules (événements de spallation) entre des rayons cosmiques et des noyaux atomiques de l'émulsion photographique.
Après que Marietta Blau ait dû quitter l'Autriche en 1938, Hertha Wambacher continue à travailler sur l'identification des particules à partir des réactions nucléaires de rayons cosmiques avec les constituants de l'émulsion. Avec ce travail, elle obtient sa certification en enseignement de l'université en 1940. Elle enseigne des cours à l'université de Vienne. En 1945, Hertha Wambacher qui – selon ses propres mots – avait appartenu à la NSDAP depuis 1934, est retirée de l'université de Vienne. Elle est détenue en Russie et on croit qu'elle ne revient qu'en 1946. Elle a contracté un cancer, mais elle est encore apte à travailler dans un laboratoire de recherche à Vienne.
Hertha Wambacher meurt d'un cancer le 25 avril 1950.